# التحولات الرئيسية في التطور (كتاب)
التحولات الرئيسية في التطور هو كتابٌ من تأليف البريطاني جون ماينارد سميث و- أورز سزتماري (مطبعة جامعة أكسفورد، 1995). علّق عالم البيئة إيجبرت جايلز ليه جونيور في مجلة ""Evolution العلمية على الكتاب في الوقت الذي نُشِر فيه بأنه «قد يكون أهم كتابٍ عن التطور منذ صدور كتاب النظرية الوراثية للانتقاء الطبيعي لعالم الوراثة رونالد فيشر في عام 1930».
| التحولات الموضحة في الكتاب                    | التحولات الموضحة في الكتاب                                    | التحولات الموضحة في الكتاب            |
| الانتقال من:                                  | الانتقال إلى:                                                 | ملاحظات                               |
| --------------------------------------------- | ------------------------------------------------------------- | ------------------------------------- |
| مضاعفة الجزيئات                               | جزيئات "التجمعات السكانية" في المقصورات                       | لا يمكن ملاحظتها                      |
| مضاعِفات مستقلة (ربما الحمض النووي الريبي RNA) | الصبغيات                                                      | الفرضيات العالمية للحمض النووي الريبي |
| الحمض النووي الريبي ككل من الجينات والأنزيمات | الحمض النووي كجينات، والبروتينات كأنزيمات                     |                                       |
| بدائيات النوى                                 | حقيقيات النوى                                                 | يمكن ملاحظتها                         |
| النسائل الاجنسية                              | التجمعات السكانية الجنسية                                     | تطور الجنس                            |
| وحيدات الخلية                                 | الكائنات الحية متعددة الخلايا، كالحيوانات والنباتات والفطريات | تطور تعدد الخلايا                     |
| أفراد أحاديين                                 | المستعمرات ذات الأفراد غير الإنجابية                          | تطور الاجتماعية العليا                |
| المجموعات الرئيسية                            | المجتمعات البشرية مع اللغة، وتمكين الميمات                    | التطور الإجتماعي الثقافي              |

حدد ماينارد سميث وسزتماري عدة خصائص شائعة في التحولات:
1. غالبًا ما تتعاون الكيانات الأصغر لتكوين كيانات أكبر، مثل الصبغيات (الكروموسومات)، وحقيقيات النوى، والمستعمرات الجنسية متعددة الخلايا.
2. غالبًا ما تصبح الكيانات الأصغر متباينة جزء من كيان أكبر، مثل الحمض النووي والبروتين، والعضّيات، وتباين الأمشاج، والأنسجة، والطوائف.
3. غالباً ما تكون الكيانات الأصغر غير قادرة على النسخ في حالة عدم وجود كيان أكبر، مثل الحمض النووي، والصبغيات (الكروموسومات)، والعضّيات، والأنسجة، والطوائف.
4. يمكن للكيانات الأصغر أحيانًا تعطيل تطوير الكيان الأكبر، مثل القرص المنقسم نصفيًا (الجينات الأنانية غير المندلية)، والتوالد البكري، والسرطانات، والانقلاب
5. لقد نشأت طرق جديدة لنقل المعلومات، مثل الحمض النووي للبروتين، ووراثة الخلية، والتخلّق المتوالي، وقواعد اللغة العالمية.

كما ذكر المؤلفون أن هذا الكتاب موجّه إلى علماء الأحياء المحترفين ويفترض معرفة مسبقة كبيرة، وقد نشروا أيضًا عرضًا تقديميًا لأفكارهم لقرّاء عامون تحت عنوان "أصول الحياة - من ميلاد الحياة إلى أصول اللغة.